# Calciumantagonist
En calciumantagonist er et stof, der hæmmer kroppens calciumkanaler. De spiller en rolle for sammentrækning af blodkar og hjertemusklen. De virker kar-afslappende og nedsætter hjertets pumpekraft. Calciumantagonister anvendes derfor til behandling af hypertension, angina pectoris og arytmi.

## Virkningsmekanisme
Calciumantagonister virker ved at hæmme volt-styrede calciumkanaler i hjertemuskel og blodkar. Hæmningen medfører nedsat muskelsammentrækning. I hjertet bevirker den nedsatte calciumkoncentration en nedsat kontraktilitet (sammentrækningskraft). I blodkar sker der en nedsat sammentrækning af glatmuskulaturen i karvæggen og dermed øges karrets diameter, et fænomen der kaldes vasodilation. Calciumantagonister virker kun på glatmuskulaturen i arterier. Vasodilationen nedsætter den totale perifære modstand, mens den nedsatte kontraktilitet af hjertet sænker hjertets minutvolumen. Sammen forårsager calciumantagonister et blodtryksfald.
Når blodtrykket er nedsat, vil den kraft, som hjertet skal bruge for at pumpe blod ud i kredsløbet, også være nedsat. Det arbejde som hjertet skal udføre vil derfor være mindre, lige som mængden af krævet ilt også vil være det. Det lindrer symptomerne ved iskæmisk hjertesygdom som angina pectoris.

## Grupper
Calciumantagonister deles efter, hvor meget de påvirker hjerte og blodkar:
- Dihydropyridingruppen har nærmest ingen virkning på hjertet.
- Phenylalkylamingruppen har større virkning på hjertet og anvendes derfor til behandling af arytmi.
- Benzothiazepingruppen ligger ca. midt mellem de to andre.[1]

## Bivirkninger
Hyppige bivirkninger ved dihydropyridiner er ødemer, hypotension efter vandladning, hovedpine og rødmen. Verapamil og diltiazem øger risikoen for bradykardi og AV-blok, mens verapamil også hyppigt forårsager forstoppelse.

## Calciumantagonister i klinisk brug
Følgende calciumantagonister var i klinisk brug i Danmark pr. april 2013 (handelsnavne i parentes):
Dihydropyridiner:
- Amlodipin (Amlopharm, Norvasc®)
- Felodipin (Felodin, Plendil®)
- Isradipin (Lomir® Retard)
- Lacidipin (Lacipil®)
- Lercanidipin (Lercastad, Lercatio, Zanidip®)
- Nifedipin (Adalat®)
- Nimodipin (Nimotop®)
- Nitrendipin (Baypress®)

Phenylalkylaminer:
- Verapamil (Hexasoptin® Retard, Isoptin® Retard, Veraloc®)

Benzothiazepiner:
- Diltiazem (Cardil, Cardizem®, Myonil®, Tildiem® LA)